# Orseis brevis
Orseis brevis är en ringmaskart som beskrevs av Hartmann-Schröder 1959. Orseis brevis ingår i släktet Orseis och familjen Hesionidae. Inga underarter finns listade i Catalogue of Life.